# Джяковица (аэропорт)

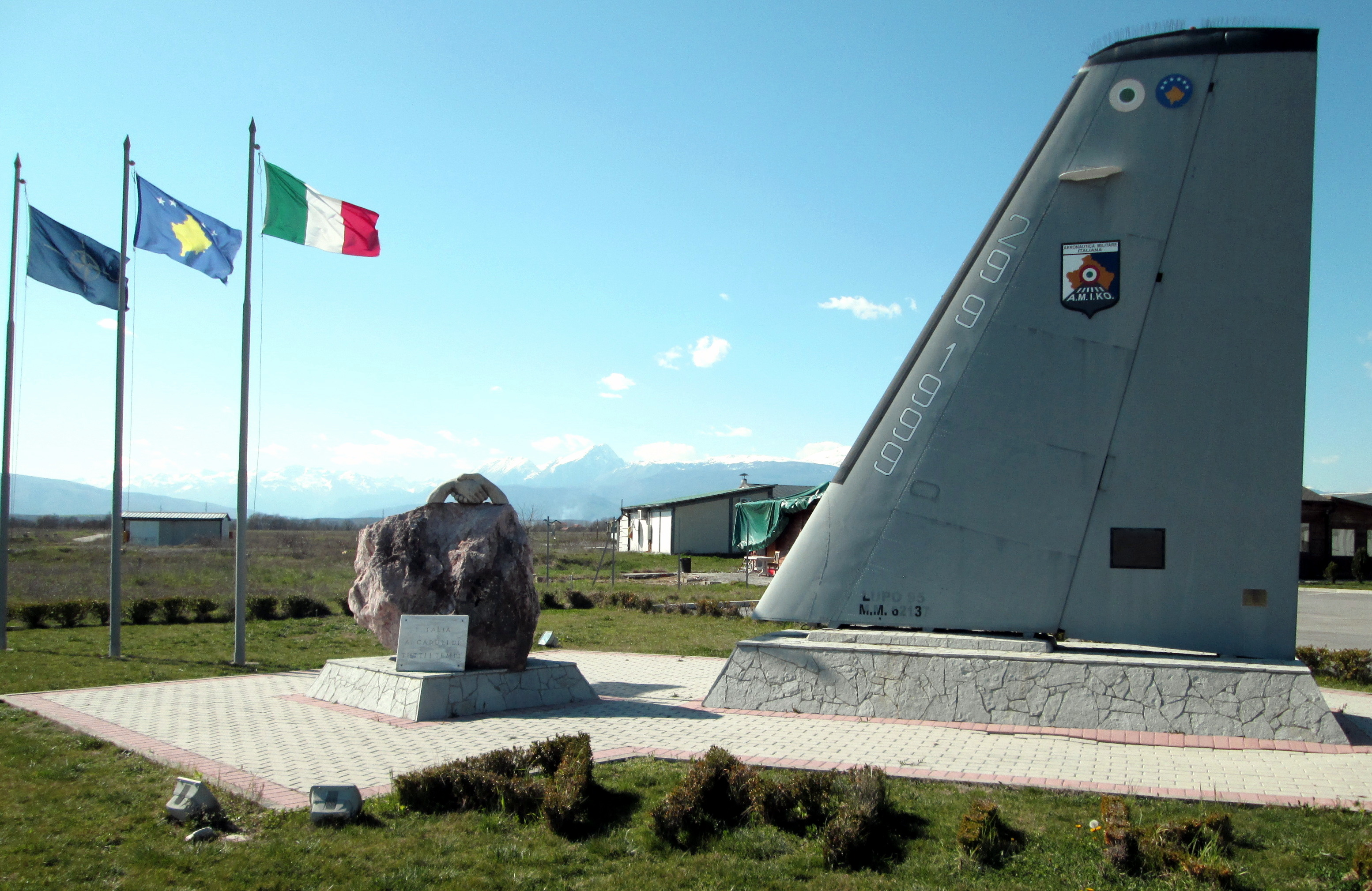
Памятник первому полету в аэропорту Джяковица 23 сентября 1999 года самолётом итальянских ВВС G 222

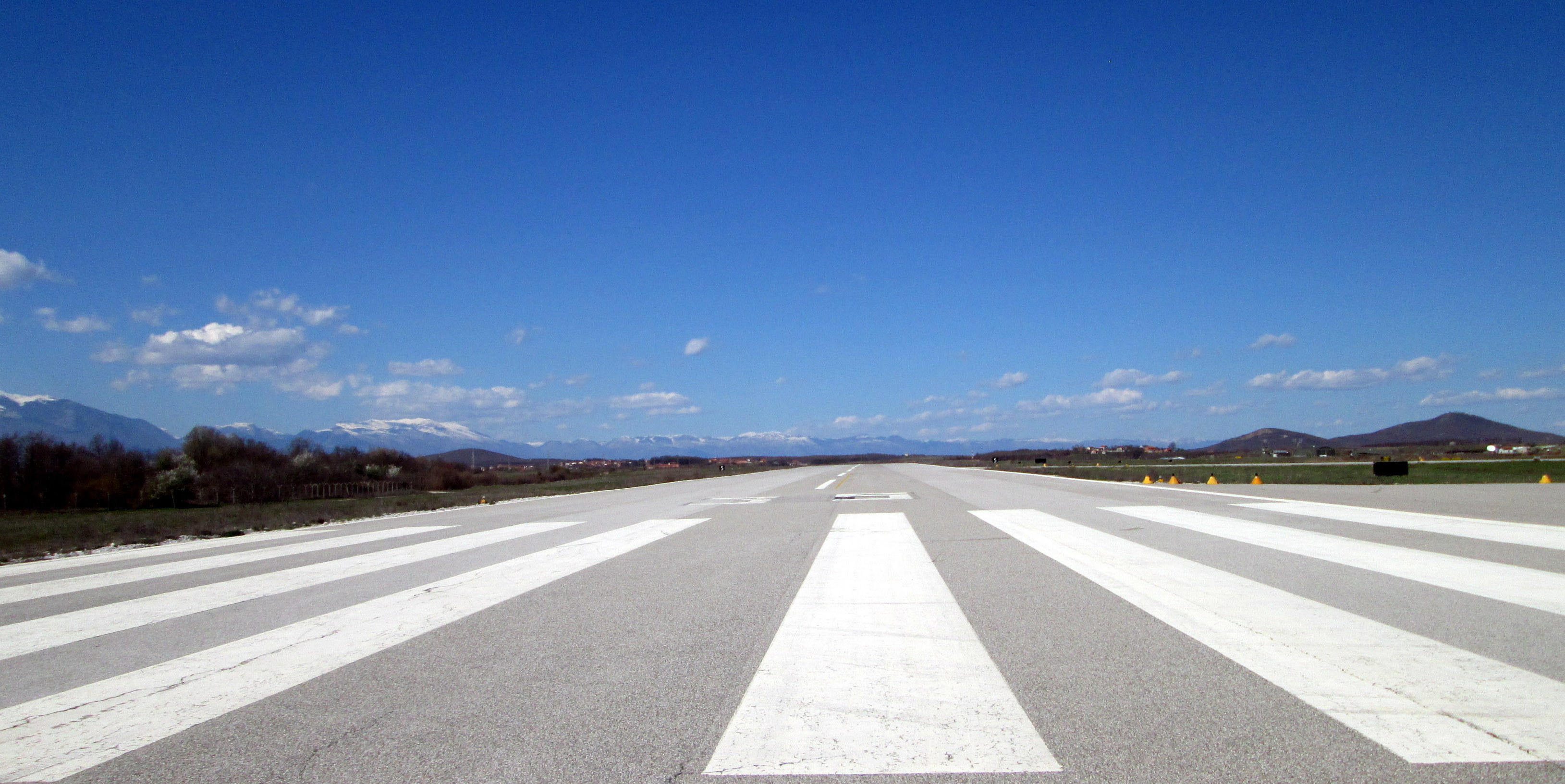
Взлетно-посадочная полоса аэропорта Джяковица

Аэропорт Джяковица — аэропорт недалеко от города Джяковица в западной части Косова. Предполагается, что аэропорт может стать гражданским и будет использоваться для недорогих коммерческих авиакомпаний и грузовых рейсов.

## Местонахождение
Аэропорт Джяковица находится в непосредственной близости от города Джяковица, что в четырёх километрах к югу от озера Радонич.

## История
Аэропорт был построен для KFOR после Косовской войны 1999 года рядом с существующим аэродромом, который использовался для сельскохозяйственных нужд. Современный аэропорт использовался в основном для военных и гуманитарных рейсов. Находился в итальянской зоне ответственности. Самым большим самолётом, который приземлялся в аэропорту, был Боинг 737.
18 декабря 2013 года аэропорт был передан правительству Республики Косово от ВВС Италии. В период итальянской эксплуатации через аэропорт Джяковица прошло свыше 27000 самолётов, 220000 пассажиров и более 40000 тонн грузов.
Местное и национальное правительства планируют создать из аэропорта Джяковица гражданский и коммерческий аэропорт. По состоянию на декабрь 2015 года, аэропорт закрыт властями Косова. Он мог бы стать конкурентом сильно загруженного аэропорт Приштины. Кроме того, аэропорт Джяковица будет иметь преимущество, поскольку туманы в зимний период там бывают не так часто, как в аэропорту Приштины. Проект реконструкции аэропорта предусматривает продление взлётно-посадочной полосы до 2400 м с нынешних 1800 м и её расширение с 30 до 45 м. Таким образом будут выполнены стандарты ИКАО.
По данным на декабрь 2015 года, аэропорт был закрыт властями Республики Косово.